# A Grande Cidade
A Grande Cidade é um filme brasileiro de drama de 1966, dirigido por Cacá Diegues. O subtítulo é "As aventuras e desventuras de Luzia e seus 3 amigos chegados de longe". Músicas de Heckel Tavares, Ernesto Nazareth, Villa Lobos e Zé Kéti (compositor do tema "A grande cidade"). Direção musical de Moacir Santos e produção de Zelito Viana.

## Elenco
- Anecy Rocha como Luzia
- Leonardo Villar como Jasão / Vaqueiro
- Antonio Pitanga como Calunga
- Joel Barcellos como Inácio de Loyola
- Sérgio Bernardes
- Hugo Carvana como Pereba
- José Cruz Júnior  como pivete
- Jofre Soares como Lourival
- Embaixador como predicador
- Gustavo Dahl
- Maria Lúcia Dahl como mulher, patroa de Luzia
- Arnaldo Jabor
- Zé Keti como compositor
- Francisco Santos como detetive
- Luiz Carlos Maciel como marido, patrão de Luzia
- Luíza Maranhão (aparição como freguesa na feira)
- David Neves
- Olívia Pineschi como Odalisca (nos letreiros, Olivia)